# NGC 4210
NGC 4210 ist eine Balken-Spiralgalaxie mit aktivem Galaxienkern vom Hubble-Typ SBb im Sternbild Drache am Nordsternhimmel. Sie ist schätzungsweise 127 Millionen Lichtjahre von der Milchstraße entfernt und hat einen Durchmesser von etwa 75.000 Lj. 

Im selben Himmelsareal befinden sich u. a. die Galaxien NGC 4221 und NGC 4256.
Die Typ-Ic-Supernova SN 2002ho wurde hier beobachtet.
Gemeinsam mit NGC 4108, NGC 4221, NGC 4332, NGC 4256, NGC 4513 und PGC 38461 bildet sie die NGC 4256-Gruppe.
Das Objekt wurde am 20. März 1790 vom deutsch-britischen Astronomen Wilhelm Herschel entdeckt.